# Sorriso de Duchenne
O sorriso de Duchenne é um tipo de sorriso que envolve a contração do músculo zigomático principal, que eleva os cantos da boca, e do músculo orbicular do olho, que aumenta as bochechas e forma os pés de galinha ao redor dos olhos.